# پل بروکلین (فیلم)
«پل بروکلین» (انگلیسی: Brooklyn Bridge) فیلمی در ژانر مستند به کارگردانی کن برنز، راجر شرمن، بادی اسکرز، و امی استچلر است که در سال ۱۹۸۱ منتشر شد. 